# Poilcourt-Sydney
Poilcourt-Sydney je francouzská obec v departementu Ardensko v regionu Grand Est. V roce 2013 zde žilo 182 obyvatel.

## Poloha
Obec leží u hranic departementu Ardensko s departementem Marne. Sousední obce jsou: Auménancourt (Marne), Brienne-sur-Aisne, Houdilcourt, Saint-Étienne-sur-Suippe (Marne) a Vieux-lès-Asfeld.

## Vývoj počtu obyvatel
Počet obyvatel 